# Ashanti (filme)
Ashanti  é um filme estadunidense do gênero aventura dirigido por Richard Fleischer lançado em 1979.

## Resumo
Americano chega ao deserto do Saara para desvendar o seqüestro de sua bela esposa, ajudado por um piloto de helicópteros e um fervoroso antiescravista.

## Elenco
- Michael Caine — Dr. David Linderby
- Peter Ustinov — Suleiman
- Kabir Bedi — Malik
- Beverly Johnson — Dr. Anansa Linderby
- Omar Sharif — Prince Hassan
- Rex Harrison — Brian Walker
- William Holden — Jim Sandell
- Zia Mohyeddin — Djamil
- Winston Ntshona — Ansok
- Tariq Yunus — Faid
- Tyrone Jackson — Dongaro
- Akosua Busia — Senoufo girl
- Jean-Luc Bideau — Marcel
- Olu Jacobs — Comissionário Batak
- Johnny Sekka — Capitão Bradford
- Marne Maitland — Chefe Touareg
- Eric Pohlmann — Zeda El-Kabir
- Harry Araten — Slave dealer
- Jack Cohen — German at slave market
- Jay Koller — Buyer at slave market
- Enzo Patti — Pearl dealer
- Ori Levy — atendente do Hotel